# Баган (Мандалеј регион)
Баган (бурмански: ပုဂံ; : pu.gam, бивши Паган, је древни град у региону Мандалеј у Бурми. Некад се звао Аримаданапура или Аримадана (град униптавача непријатеља) и Тамбадипа (земља бакра) или Тасадеса (Исушена земља) те био престолница неколико древних краљевстава у Бурми. Смештен је на сувим средишњим равницама земље, на источној обали реке Ајејарвади, 145 km југозападно од Мандалеја.
Унеско је без успеха покушао да означити Баган као локалитет Светске баштине. Војна хунта (Државни савјет мира и развитка) је рестаурирала древне ступе, храмове и зграде, игноришући древне архитектонске стилове и користећи савремене материјале који немају везе с оригиналним плановима. Такође је саграђено и голф игралиште, ауто-пут, те 61 м висок торањ у југоисточном предграђу Минанту.

## Историја

### 9. до 13. века
Према Бурманским хроникама, Баган је основан у другом веку, а утврдио га је 849. године краљ Пјинбја, 34. наследник оснивача раног Багана. Исто тако је широко прихваћено и гледиште да су Баган средином до краја 9. века основали Мранми (Бурманци), који су недавно ушли у долину Иравадија из Најџашког краљевства. Област је имала неколико конкурентских градова-држава до касног 10. века, кад је ова бурманска насеобина стекла ауторитет и раскош.
Од 1044 до 1287, Баган је био престоница као и политички, економски и културни нервни центар Паганског царства. Током периода од 250 година, Багански владари и њихови богати поданици су конструисали преко 10.000 религиозних монумената (приближно 1000 ступа, 10.000 малих храмова и 3000 манастира) у области од 104 km2 (40 sq mi) на Баганској равници. Просперитетни град је растао у погледу величине и величанствености, и постао је космополитски центар за религијске и секуларне студије, специјализујући се у изучавању палијске граматике и филозофско-психолошким (абидарма) студијама, као и у радовима на мноштву језика у пољима прозодије, фонологије, граматике, астрологије, алхемије, медицине, и правним студијама. Град је привлачио монахе и студенте широм Индије, Шри Ланке и Кмерског царства.
Култура Багана је била доминирана религијом. Баганска религија је била течна, синкретичка и по каснијим стандардима неортодоксна. Она је у великој мери била наставак религиозних трендова ере Пју, при чему су теравадски будизам коегзистирао са махајанским будизмом, тантријским будизмом, разним хинду (шиваизам, и вишнуизам) школама, као и традицијама природног анимизма. Док је краљевско покровитељство теравадског будизма од средине 11. века омогућило тој будистичкој школи да постепено задобије преимућност, друге трације су наставиле да бујају током паганског периода у степенима који касније нису виђени.
Паганско царство је колапсирало 1287. године услед вишеструких монголских инвазија (1277–1301). Недавна истраживања показују да је могуће да монголске армије нису досегле до самог Багана, и да чак и ако јесу, нанета штета је вероватно била минимална. Међутим, свеукупна штета је била нанета. Град, у коме је живео 50.000 до 200.000 људи, био је редукован до малог града, који никад више није повратио своју превласт. Град је формално престао да буде престоница Бурме у децембру 1297, кад је Мјинсајншко краљевство постало нова сила у Горњој Бурми.

## Географија
Археолошке зоне Багана, дефинисане као 13 x 8 km област центрирана око Старог Багана, које се састоје од Нјаунга У на северу и Новог Багана на југу, леже на огромном равничарском пространству Горње Бурме, на завоју реке Иравади. Оне су лоциране 290 km (180 mi) југозападно од Мандалеја и 700 km (430 mi) северно од Рангуна. Њихове координате су 21°10' северно и 94°52' источно.

### Клима
Баган лежи у средишту „суве зоне” Бурме, региона грубо између Швеба на северз и Пјаја на југу. За разлику од обалских региона земље, који добијају годишње монсунске падавине од више од 2500 mm, сува зона добија мало падовина, јер је заштићена од кише планинским ланцом Ракин Јома на западу.
Доступни онлајн климатски извори извештавају о Багановој клими знатно различите податке.
| Клима Багана                | Клима Багана | Клима Багана | Клима Багана | Клима Багана | Клима Багана | Клима Багана | Клима Багана | Клима Багана | Клима Багана | Клима Багана | Клима Багана | Клима Багана | Клима Багана |
| Показатељ \ Месец           | .Јан.        | .Феб.        | .Мар.        | .Апр.        | .Мај.        | .Јун.        | .Јул.        | .Авг.        | .Сеп.        | .Окт.        | .Нов.        | .Дец.        | .Год.        |
| --------------------------- | ------------ | ------------ | ------------ | ------------ | ------------ | ------------ | ------------ | ------------ | ------------ | ------------ | ------------ | ------------ | ------------ |
| Максимум, °C (°F)           | 32 (90)      | 35 (95)      | 36 (97)      | 37 (99)      | 33 (91)      | 30 (86)      | 30 (86)      | 30 (86)      | 30 (86)      | 32 (90)      | 32 (90)      | 32 (90)      | 32,4 (90,5)  |
| Минимум, °C (°F)            | 18 (64)      | 19 (66)      | 22 (72)      | 24 (75)      | 25 (77)      | 25 (77)      | 24 (75)      | 24 (75)      | 24 (75)      | 24 (75)      | 22 (72)      | 19 (66)      | 22,5 (72,4)  |
| Извор: www.holidaycheck.com |              |              |              |              |              |              |              |              |              |              |              |              |              |

| Клима Багана                 | Клима Багана | Клима Багана | Клима Багана | Клима Багана | Клима Багана | Клима Багана | Клима Багана | Клима Багана | Клима Багана | Клима Багана | Клима Багана | Клима Багана | Клима Багана |
| Показатељ \ Месец            | .Јан.        | .Феб.        | .Мар.        | .Апр.        | .Мај.        | .Јун.        | .Јул.        | .Авг.        | .Сеп.        | .Окт.        | .Нов.        | .Дец.        | .Год.        |
| ---------------------------- | ------------ | ------------ | ------------ | ------------ | ------------ | ------------ | ------------ | ------------ | ------------ | ------------ | ------------ | ------------ | ------------ |
| Максимум, °C (°F)            | 25 (77)      | 27 (81)      | 30 (86)      | 30 (86)      | 30 (86)      | 27 (81)      | 26 (79)      | 26 (79)      | 25 (77)      | 25 (77)      | 26 (79)      | 25 (77)      | 26,8 (80,4)  |
| Минимум, °C (°F)             | 13 (55)      | 13 (55)      | 15 (59)      | 18 (64)      | 20 (68)      | 19 (66)      | 18 (64)      | 18 (64)      | 18 (64)      | 17 (63)      | 16 (61)      | 13 (55)      | 16,5 (61,5)  |
| Количина кише, mm (in)       | 0 (0)        | 0 (0)        | 0 (0)        | 0 (0)        | 24 (0,94)    | 18 (0,71)    | 18 (0,71)    | 18 (0,71)    | 27 (1,06)    | 18 (0,71)    | 8 (0,31)     | 0 (0)        | 131 (5,15)   |
| Дани са кишом                | 1            | 3            | 1            | 3            | 7            | 6            | 7            | 10           | 8            | 8            | 3            | 2            | 59           |
| Извор: www.weatheronline.com |              |              |              |              |              |              |              |              |              |              |              |              |              |

## Градови побратими
- Luang Prabang

## Галерија
- Капија пред улазом у Храм Ананда
- Храм Татбјинју